# لوسي روسل
لوسي روسل (بالإنجليزية: Lucy Russell)‏ هي ممثلة بريطانية، ولدت في 1972 بإنجلترا في المملكة المتحدة.

## أعمال

### أفلام
- (1998) تتبع[5]
- (2003) أنا ديفيد
- (2005) بداية باتمان[6][7][8]
- (2007) ملاك[9]
- (2013) حرب الزومبي العالمية[10]

### مسلسلات
- التاج
- العبقري

## وصلات خارجية
- لوسي روسل على موقع IMDb (الإنجليزية)
- لوسي روسل على موقع ألو سيني (الفرنسية)
- لوسي روسل على موقع أول موفي (الإنجليزية)
- لوسي روسل على موقع قاعدة بيانات الأفلام السويدية (السويدية)
- لوسي روسل على موقع قاعدة بيانات الفيلم (الإنجليزية)
- لوسي روسل على موقع كينوبويسك (الروسية)